# Протасьево (Липецкая область)
Протасьево — село Чаплыгинского района Липецкой области, входит в состав Ведновского сельсовета. 

## Географическое положение
Село расположено на правом берегу реки Сухая Кобельша в 1 км на север от центра поселения села Ведное и в 35 км на север от райцентра города Чаплыгин.

## История
Танинское, Протасьево тож, в качестве деревни Пехлецкого стана упоминается в Ряжских межевых книгах XVII века. В окладных книгах 1676 года Танинское значится новоселебным селом с церковью Пресвятой Богородицы явления иконы Казанской, которая была освящена в марте 1693 года. Деревянная Казанская церковь на каменном фундаменте построена и освящена 15 сентября 1866 г. Школа, открытая местным священником, существовала с 1861 г. 
В XIX — начале XX века село входило в состав Ведновской волости Раненбургского уезда Рязанской губернии. В 1906 году в селе было 114 дворов.
С 1928 года село входило в состав Ведновского сельсовета Троекуровского района Козловского округа Центрально-Чернозёмной области, с 1954 года — в составе Липецкой области, с 1963 года — в составе Чаплыгинского района.

## Население
| 1859 | 1897 | 1906 | 2010 |
| ---- | ---- | ---- | ---- |
| 653  | ↗661 | ↗780 | ↘24  |